# Ланнерс, Эмиль
Эмиль Ланнерс (люкс. Émile Lanners; 13 апреля 1888, Боннвуа, Люксембург (город), Люксембург — 7 марта 1963, Люксембург (город), Люксембург) — люксембургский гимнаст, участник летних Олимпийских игр 1912 года (4-е место в основном командном первенстве и 5-е место в командном первенстве по произвольной системе).